# Casiano de Imola
San Casiano de Imola (240?-Imola, 360?) fue un mártir cristiano, venerado como santo por la Iglesia católica. En Vida de los santos (1750), un referente de la hagiografía moderna, Alban Butler señala el 13 de agosto como su onomástico. 
Según Butler, San Casiano era maestro de escuela y fue apresado durante una persecución contra los cristianos. Al ser presentado ante las autoridades romanas se negó a ofrecer sacrificios a los dioses y fue condenado a muerte.

## Muerte
Butler señala que San Casiano fue condenado a morir en manos de sus propios discípulos, quienes aparentemente lo odiaban por su rigor en la enseñanza. San Casiano fue desnudado y sus pupilos comenzaron a lanzarle sus tablillas de cera, stillum (una suerte de plumas de acero para escribir sobre la cera) y cortaplumas. Otros se acercaron para clavarle también algunos de estos objetos.
Malherido, San Casiano tuvo la osadía de rogarles que le golpearan con más fuerza. Butler interpreta este rasgo no como un exhorto al pecado, sino como una forma de exponer su disposición a morir por Cristo. La muerte de San Casiano ocurrió en Foro Cornelio (hoy Imola), una provincia ubicada al este de Italia.

## Las dudas
Alban Butler señala que la pasión de San Casiano, ubicada en el Sanctuarium de Mombrizio, es una traducción en prosa de un poema del poeta Prudencio (Peristephanon IX). De esta manera, es posible que la muerte de San Casiano no se trate sino de una epopeya. Incluso, como señala Butler, se asemeja de forma sospechosa al martirio de San Marcos de Aretusa, quien también murió a manos de sus propios pupilos.

## Patronazgo
San Casiano es en Italia patrono de las localidades de Imola (provincia de Bolonia) y San Casciano in Val di Pesa (provincia de Florencia). En España lo es de la localidad de Las Galletas en el sur de la isla de Tenerife.